# (30794) 1988 TR1
(30794) 1988 TR1 est un astéroïde de la ceinture principale d'astéroïdes découvert en 1988.

## Description
(30794) 1988 TR1 a été découvert le 15 octobre 1988 à l'observatoire Gekko, situé à Shizuoka (Japon), par Yoshiaki Ōshima.

### Caractéristiques orbitales
L'orbite de cet astéroïde est caractérisée par un demi-grand axe de 2,62 ua, un périhélie de 2,16 ua, une excentricité de 0,17 et une inclinaison de 13,27° par rapport à l'écliptique. Du fait de ces caractéristiques, à savoir un demi-grand axe compris entre 2 et 3,2 ua et un périhélie supérieur à 1,666 ua, il est classé, selon la JPL Small-Body Database, comme objet de la ceinture principale d'astéroïdes.

### Caractéristiques physiques
(30794) 1988 TR1 a une magnitude absolue (H) de 14,2 et un albédo estimé à 0,091.